# Жданков, Дмитрий Сергеевич
Дми́трий Серге́евич Жда́нков (укр. Дмитро Сергійович Жданков; род. 18 ноября 1984, Харьков) — украинский футболист, вратарь.

## Биография

### Клубная карьера
Воспитанник харьковского футбола. В детско-юношеской футбольной лиге Украины выступал за харьковский «Металлист», с 1998 года по 2002 год. 12 мая 2000 года Жданков дебютировал за «Металлист-2» во Второй лиге Украины в выездном матче против кременчугского «Кремня» (2:1), в этом матче Дмитрий пропустил голы от Владимира Попова и Владимира Головатого. После Жданков выступал за «Газовик-ХГД», сначала на любительском уровне, а позже во Второй лиге. Всего в команде провёл около четырёх лет и сыграл 105 матчей.
Зимой 2008 года вернулся в «Металлист». В команде выступал в основном за дубль в молодёжном чемпионате Украины. В клубе Дмитрий Жданков был третьим вратарём после Игоря Бажана и Александра Горяинова. 23 июля 2010 года дебютировал в Премьер-лиге Украины в домашнем матче против киевского «Динамо» (2:1), Жданков вышел на 39 минуте, так как Горяинов получил травму. В этом матче он пропустил голы от Андрея Шевченко с пенальти и Дениса Гармаша, и запомнился неуверенной игрой. В составе «Металлиста» Жданков находился на протяжении более трёх лет, в основном выступая за дублирующий состав в молодёжном первенстве Украины. Дмитрий играя за дубль провёл 29 матчей.
В 2011 году выступал за любительскую команду СММ из посёлка Пятихатки в чемпионате Харькова. Летом 2011 года перешёл в стан новичка Первой лиги Украины донецкий «Олимпик». В составе команды в Первой лиге дебютировал 23 июля 2011 года во 2 туре турнира сезона 2011/12 в домашнем матче против «Львова» (4:0).

### Карьера в сборной
С 2002 года по 2003 год вызывался в юношескую сборную Украины, провёл 1 матч.